# Оробко Андрій Святославович
Андрій Святославович Оробко (нар. 10 серпня 1997, Стебник) — український волейболіст, центральний блокувальник, гравець клубу «Житичі-Поліський університет» із Житомира.

## Життєпис
Народився 10 серпня 1997 року в м. Стебнику.
Виступав за команди з Польщі «Еффектор» (Кельці), МКС Аква-Здруй (Валбжих), «Буськов'янка» (Кельці). Поім перейшов до складу СК «Епіцентр-Подоляни»
Має молодшого брата Владислава, який у листопаді 2016 мав 18 років, мешкав у місті Стебнику, був гравцем молодіжної команди одного з найсильніших клубів вищого дивізіону Польщі — ЗАКСА (Кендзежин-Козьле). Владислав свого часу мав польський «спортивний паспорт».